# Warwick Kerr
Warwick Estevam Kerr (Santana de Parnaíba, 9 de setembro de 1922 – Ribeirão Preto, 15 de setembro de 2018) foi um geneticista, engenheiro agrônomo, entomólogo, pesquisador e professor universitário brasileiro reconhecido internacionalmente.
Grande oficial da Ordem Nacional do Mérito Científico e membro titular da Academia Brasileira de Ciências, Kerr era professor titular aposentado da Universidade Federal de Uberlândia. Foi o primeiro diretor científico da FAPESP, de 1962 a 1964, onde definiu com os outros diretores os critérios para avaliação de propostas de pesquisa e estabeleceu o limite de 5% do orçamento para gastos com administração.
Pesquisador de reconhecimento internacional, Kerr foi o responsável por desenvolver um novo tipo de espécie de abelha, denominada "africanizada", que é mais dócil e grande produtora de mel. Também descobriu um tipo de alface com 20 vezes mais vitamina A do que o comum.
Foi o primeiro brasileiro a ingressar na Academia Nacional de Ciências dos Estados Unidos. Por duas vezes foi diretor do Instituto Nacional de Pesquisas da Amazônia (INPA), de 1975 a 1979 e de 1999 a 2002. Presidiu a Sociedade Brasileira para o Progresso da Ciência (SBPC) de 1969 a 1973.

## Biografia
Kerr nasceu em Santana de Parnaíba, em 1922. Era filho de Américo Caldas Kerr, descendente de escoceses, e de Bárbara Chaves Kerr. Seu pai veio de uma família bastante numerosa, dezoito irmãos, e cursou até o segundo ano de engenharia. Porém, com a morte de seu pai, ele precisou largar a faculdade e começar a trabalhar. Em 1925, a família se mudou para a cidade de Pirapora. Alfabetizado em casa por sua mãe, fez o primeiro ano na Escola Mista de Pirapora e o segundo e o terceiro na Escola Particular do Rasgão (Usina da Light), onde seu pai era o diretor da usina.
Ficou em Pirapora até os doze anos, mas aos oito anos já gostava de observar a natureza e principalmente as abelhas sem ferrão. Em casa, já fazia experimentos científicos pouco elaborados, apoiados pelos pais. Da usina, seu pai o mandou para um internato na capital, que Kerr não gostou. Ele então se mudou para uma pensão que pertencia à família do jornalista, escritor e produtor cultural Cornélio Pires. O então curso ginasial e o preparatório para engenharia foram cursado no Instituto Mackenzie, na capital paulista.
Por sua inclinação para a pesquisa científica, seu pai sugeriu que ele fizesse engenharia. Mas Kerr tinha um colega que sempre visitava Piracicaba e falava muito bem da Escola Superior de Agricultura Luiz de Queiroz (ESALQ). Um dia Kerr foi com o amigo para o interior para conhecer a escola e se apaixonou pelo lugar, principalmente a coleção de insetos.
Em 1942 ingressou no curso de agronomia da ESALQ. Inicialmente Kerr não gostou do curso de entomologia, mas começou a gostar depois de ter aulas de genética. Empenhado na disciplina, começou a trabalhar aos sábados começando com as abelhas. Levou algumas de suas observações para o entomólogo Herman Lent, do Museu Paulista de Zoologia. Lent se animou com as pesquisas, dizendo que suas descobertas eram inéditas e sugeriu que as publicasse. Em seu último ano de curso, publicou suas primeiras pesquisas na revista O Solo.
Formado em 1945, no ano seguinte ingressou no doutorado em Genética Animal sob a orientação de Friedrich Gustav Brieger, de quem foi assistente de cátedra. Doutor em 1948, defendeu junto a tese de livre-docência para concorrer à 19ª cadeira de citologia e genética da instituição.

## Carreira
Sua carreira acadêmica começou em Piracicaba, nos laboratórios da ESALQ. A presença de vários cientistas de renome em São Paulo na época tornaram as pesquisas genéticas uma área em grande expansão. Cientistas como Carlos Arnaldo Krug, Friedrich Gustav Brieger, André Dreyfus e Theodosius Dobzhansky lecionavam na Universidade de São Paulo e formavam os primeiros geneticistas do país. Foi com incentivo de Dobzhansky que Kerr estagiou e deu aulas em diversas universidades norte-americanas como a Louisiana, Califórnia, Wisconsin e na Columbia University, em Nova York.
Em 1955, Kerr foi chefe do Departamento de Biologia em Rio Claro no início da Unesp. Em 1965, assumiu a chefia do Departamento de Genética da Faculdade de Medicina de Ribeirão Preto da Universidade de São Paulo, da qual se tornou professor titular por concurso em 1971. No começo de 1962, por sugestão de Paulo Vanzolini e Crodowaldo Pavan, Kerr foi o primeiro diretor científico da Fapesp.
Demitiu-se do cargo em 1964, um mês antes do término de seu mandato, a fim de criar o Departamento de Genética da Faculdade de Medicina de Ribeirão Preto. Além de organizar o departamento, Kerr também se empenhou em fundar instituições com os mesmos objetivos da Fapesp em outros estados brasileiros.
Presidente da Sociedade Brasileira para o Progresso da Ciência, desempenhou essa função de 1969 até 1973, período marcado pelas inúmeras crises entre o governo militar e a comunidade científica e universitária, o que levou a SBPC, sob a liderança de Kerr, a uma clara postura de repúdio às arbitrariedades praticadas pela ditadura. Foi preso duas vezes (em 1964 e 1969).
Com a repressão na ditadura militar, acabou sendo preso duas vezes e chegou a sofrer ameaças à sua numerosa família de sete filhos, tanto por sua atuação à frente da SBPC quanto por denunciar, em suas aulas, arbitrariedades do regime, como a tortura de uma freira em Ribeirão Preto.
Entre 1975 e 1979, transferiu-se para Manaus para reorganizar o Instituto Nacional de Pesquisas da Amazônia, o Inpa, com forte apoio de Jose Dion Melo Teles, então presidente do CNPq. Ao chegar no Amazonas, no Inpa trabalhavam apenas um mestre e um doutor. Ao sair do Inpa, a instituição contava com cinquenta mestres e sessenta doutores, quatro cursos de pós-graduação e 233 pesquisadores.
| “ | O que fizemos foi mandar para o sul ou para o exterior todo o pessoal aproveitável para fazer mestrado e doutorado. Também contratamos pessoal local ou de outras regiões, e até mesmo no exterior. | ” |

Depois de aposentar-se da USP em janeiro de 1981, Kerr foi para o estado do Maranhão, onde permaneceu oito anos. Além de criar o Departamento de Biologia na Universidade Federal do Maranhão, foi reitor da Universidade Estadual do Maranhão. Kerr recebeu o título de Professor Honoris Causa da Unicamp em 2005 e da UFMA em 2017. Em 1999, foi chamado de volta a Manaus para dirigir o Inpa por mais três anos.
Após terminar suas atividades no Maranhão, Kerr foi convidado a continuar suas pesquisas na Universidade Federal de Uberlândia. Embora aposentado, ao completar setenta anos, em 1992, orientou  alunos na pós-graduação, deu aulas de Genética dos Hymenoptera e realizou suas próprias pesquisas até o ano de 2012.
Além de ser membro titular da Academia Brasileira de Ciências, em 1990, Kerr tornou-se o primeiro brasileiro a ingressar à Academia Nacional de Ciências dos Estados Unidos e publicadou 648 trabalhos acadêmicos.

### Incidente com as abelhas africanas
Em 1956, Kerr foi à África, com apoio do Ministério da Agricultura, estudar a produção de mel do continente, para mais tarde aplicar seus conhecimentos ao Brasil. A pesquisa visava melhorar a produtividade das abelhas europeias introduzidas em 1839 introduzindo abelhas africanas mais adaptadas ao clima quente como o do Brasil. Quando retornou, trouxe por volta de 50 rainhas africanas (da espécie Apis mellifera scutellata, altamente produtiva e agressiva). Rainhas e operárias foram postas em quarentena em uma floresta de eucalipto de Rio Claro (SP), para que apenas as menos agressivas fossem escolhidas.
As colmeias eram fechadas por uma malha que permitia a passagem de operárias, mas não de rainhas. Um erro na colocação das malhas permitiu que 26 rainhas fugissem. As abelhas enxamearam—se reproduziram—e os pesquisadores perderam o controle sobre elas. De 1957 até 1964 essas abelhas cruzaram-se com as alemãs, italianas e portuguesas. Porém, houve um grande problema: os apicultores colocavam seus apiários próximos aos galinheiros, pocilgas, cocheiras. Houve mortes de galinhas, porcos, cavalos, e as mortes de pessoas, cerca de 120 por ano, passou para 180.
A partir daí, Kerr se dedicou a estudar a genética da produção e da agressividade dessas abelhas. Com apoio dos pesquisadores da USP, criou técnicas de manejo mais adequadas e desenvolveu a abelha africanizada, um híbrido das espécies européias (comum no Brasil) e africana. Além de mais mansa e bastante produtiva, a africanizada se mostrou resistente à varroa (praga que destrói colméias) e permitiu aos apicultores produzir o mel orgânico, onde não é necessário o uso de agrotóxicos.
Depois disso, Kerr passou a ser reconhecido por pesquisadores e respeitado pelos apicultores.

## Vida pessoal
Kerr era casado com a professora Lygia Sansigolo Kerr, com quem teve sete filhos: Florence, Lucy, Américo, Jacira, Ligia Regina (professora titular da Universidade Federal do Ceará, Tânia e Hélio Augusto (falecido em 2005), que lhes deram 17 netos.

## Morte
Kerr estava internado em um hospital de Ribeirão Preto e morreu em 15 de setembro de 2018, aos 96 anos, devido a uma parada cardíaca. Ele foi velado no Cemitério da Saudade, seguido de uma cerimonia de cremação.

## Homenagem
Em 2003 o Inpa instituiu a Medalha Warwick Estevam Kerr, oferecida a pesquisadores que se prestam relevantes serviços à pós-graduação na Amazônia.